# Gai Valeri Flac (cònsol)
Gai Valeri Flac (en llatí Caius Valerius Flaccus) va ser un magistrat romà del segle i aC. Formava part de la gens Valèria i portava el cognomen de Flac. Era germà de Luci Valeri Flac, cònsol l'any 86 aC.
Va ser pretor urbà l'any 98 aC, cònsol el 93 aC junt amb Marc Herenni i després va succeir a Tit Didi com a procònsol a Hispània. Va presentar una sol·licitud al senat per donar la ciutadania romana a Cal·lifana de Vèlia. Durant la seva etapa com a procònsol a Hispània els celtibers, cruelment tractats per Didi, es van revoltar a Bèlgida i van matar tot els senadors locals cremant-los dins l'edifici del senat, ja que s'oposaven a la revolta. Flac va ocupar la ciutat per sorpresa i va matar tots els que havien participat en la crema del senat. Se'l menciona com a imperator i propretor de la Gàl·lia l'any 83 aC.